# Championnats du monde de patinage artistique 1909
Navigation
Mondiaux 1908 Mondiaux 1910
Les championnats du monde de patinage artistique 1909 ont lieu du 23 au 24 janvier 1909 à la patinoire extérieure du parc Városliget de Budapest dans l'empire d'Autriche-Hongrie pour les Dames, et du 7 au 8 février 1909 à Stockholm en Suède pour les Messieurs et les Couples.
La compétition des Dames dans la capitale hongroise a lieu les mêmes jours et au même endroit que la compétition européenne des Messieurs.

## Podiums
| Épreuves                      | Or                                 | Argent                          | Bronze                            |
| ----------------------------- | ---------------------------------- | ------------------------------- | --------------------------------- |
| Messieurs résultats détaillés | Ulrich Salchow                     | Per Thorén                      | Ernst Herz                        |
| Dames résultats détaillés     | Lily Kronberger                    |                                 |                                   |
| Couples résultats détaillés   | Phyllis Johnson / James H. Johnson | Valborg Lindahl / Nils Rosenius | Gertrud Ström / Richard Johansson |

## Tableau des médailles
| Rang  | Nation      | Or | Argent | Bronze | Total |
| ----- | ----------- | -- | ------ | ------ | ----- |
| 1     | Suède       | 1  | 2      | 1      | 4     |
| 2     | Hongrie     | 1  | 0      | 0      | 1     |
| 2     | Royaume-Uni | 1  | 0      | 0      | 1     |
| 4     | Autriche    | 0  | 0      | 1      | 1     |
| Total | Total       | 3  | 2      | 2      | 7     |

## Détails des compétitions

### Messieurs
| Rang | Nom               | Nation   | Places | Points | Fig. impo. | Prog. libre |
| ---- | ----------------- | -------- | ------ | ------ | ---------- | ----------- |
| 1    | Ulrich Salchow    | Suède    | 7      | 413.0  |            |             |
| 2    | Per Thorén        | Suède    | 10     | 407.5  |            |             |
| 3    | Ernst Herz        | Autriche | 16     | 388.1  |            |             |
| 4    | Richard Johansson | Suède    | 20     |        |            |             |
| 5    | Fedor Datlin      | Russie   | 22     |        |            |             |

### Dames
| Rang | Nom             | Nation  | Places | Points | Fig. impo. | Prog. libre |
| ---- | --------------- | ------- | ------ | ------ | ---------- | ----------- |
| 1    | Lily Kronberger | Hongrie | 5      |        |            |             |

### Couples
| Rang | Nom                                | Nation      | Places | Points |
| ---- | ---------------------------------- | ----------- | ------ | ------ |
| 1    | Phyllis Johnson / James H. Johnson | Royaume-Uni | 5.5    | 116    |
| 2    | Valborg Lindahl / Nils Rosenius    | Suède       | 9.5    | 111    |
| 3    | Gertrud Ström / Richard Johansson  | Suède       | 16     | 94     |
| 4    | Mimi Grømer / Karl Erikson         | Norvège     | 22     |        |
| 5    | Alexia Schøien / Yngvar Bryn       | Norvège     | 22     |        |